# Банковский мост
Ба́нковский мост — пешеходный металлический балочный мост через канал Грибоедова в Центральном районе Санкт-Петербурга, соединяет Казанский и Спасский острова. Построен в 1825—1826 годах по проекту инженера В. Треттера. Назван вследствие расположения перед зданием бывшего Ассигнационного банка Российской империи, с которым связан тематический и композиционно. Является одним из шести мостов «цепного» типа конструкции, построенных в Санкт-Петербурге в 1820-е годы и одним из трёх мостов, сохранившихся до нашего времени (наряду с Львиным и Почтамтским мостами):22. Мост украшают статуи крылатых львов - работы скульптора П. П. Соколова, выдающиеся образцы ампирной монументальной скульптуры:24. Рисунок крылатого льва Банковского моста является частью логотипа кондитерской фабрики имени Крупской. Объект культурного наследия России федерального значения.

## Расположение

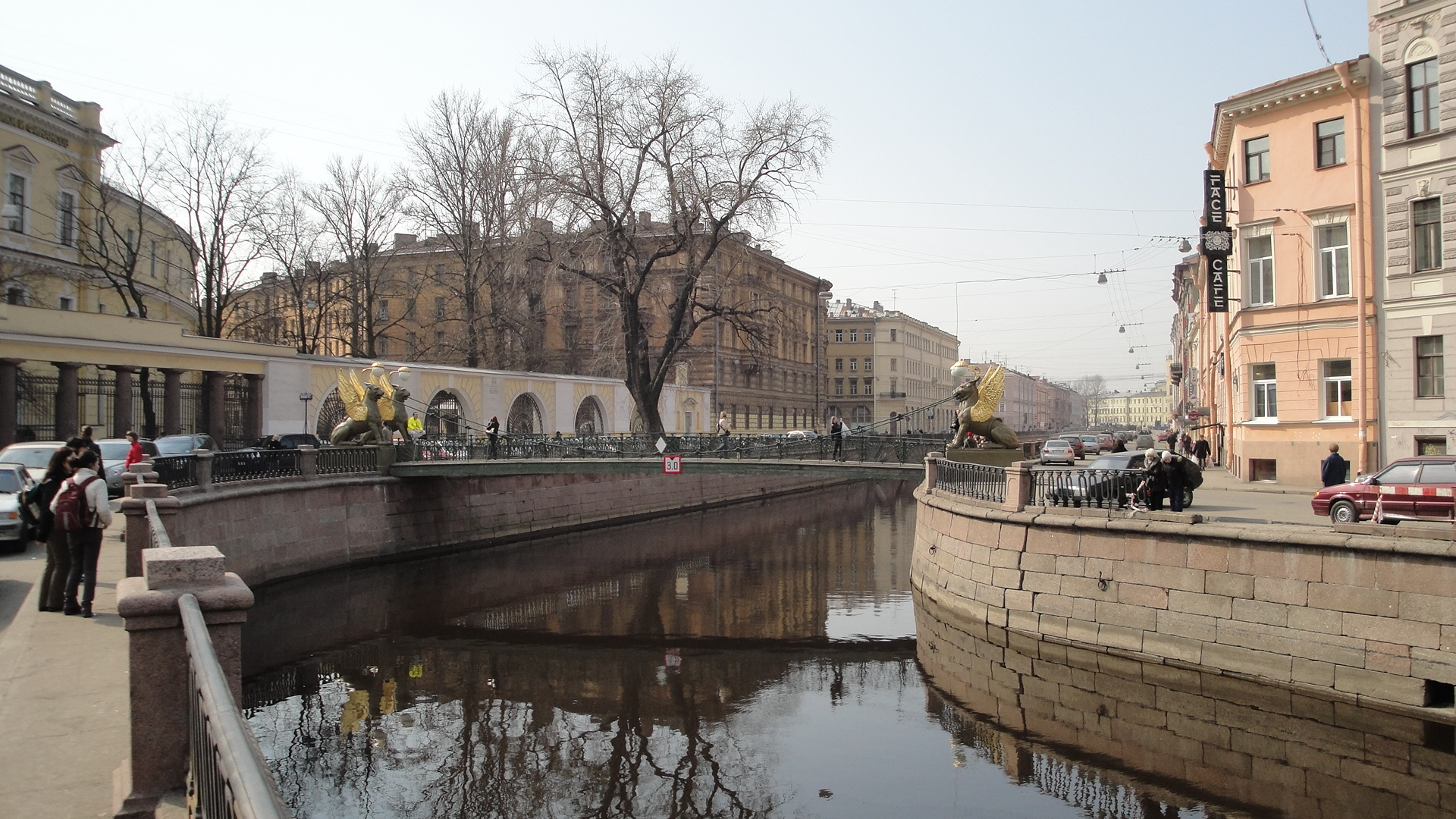
Изгиб канала перед мостом

Мост находится между домами № 27 и 30 по набережной канала Грибоедова у изгиба русла канала. Ось моста ориентирована против центра ворот главного здания Государственного ассигнационного банка Российской империи (при СССР в здании разместили Ленинградский финансово-экономический институт, получивший уже при суверенной Российской Федерации название Санкт-Петербургский государственный финансово-экономический университет, а после присоединения двух других вузов переименованный в Государственный университет экономики и финансов), — у места, где канал, меняя своё направление, делает поворот. Около моста расположен Казанский собор.
Выше по течению находится Казанский мост, ниже — Мучной мост.
Ближайшая станция метрополитена (410 м) — «Невский проспект-2», выход на Канал Грибоедова.

## Название
Первоначально сооружение называлось цепным пешеходным мостом о четырех Грифах на Екатерининском канале или мостом о 4-х грифах. Существующее название известно с 1836 года. Мост получил название по расположенному рядом зданию Ассигнационного банка (ныне в здании располагается Санкт-Петербургский государственный экономический университет).

## История

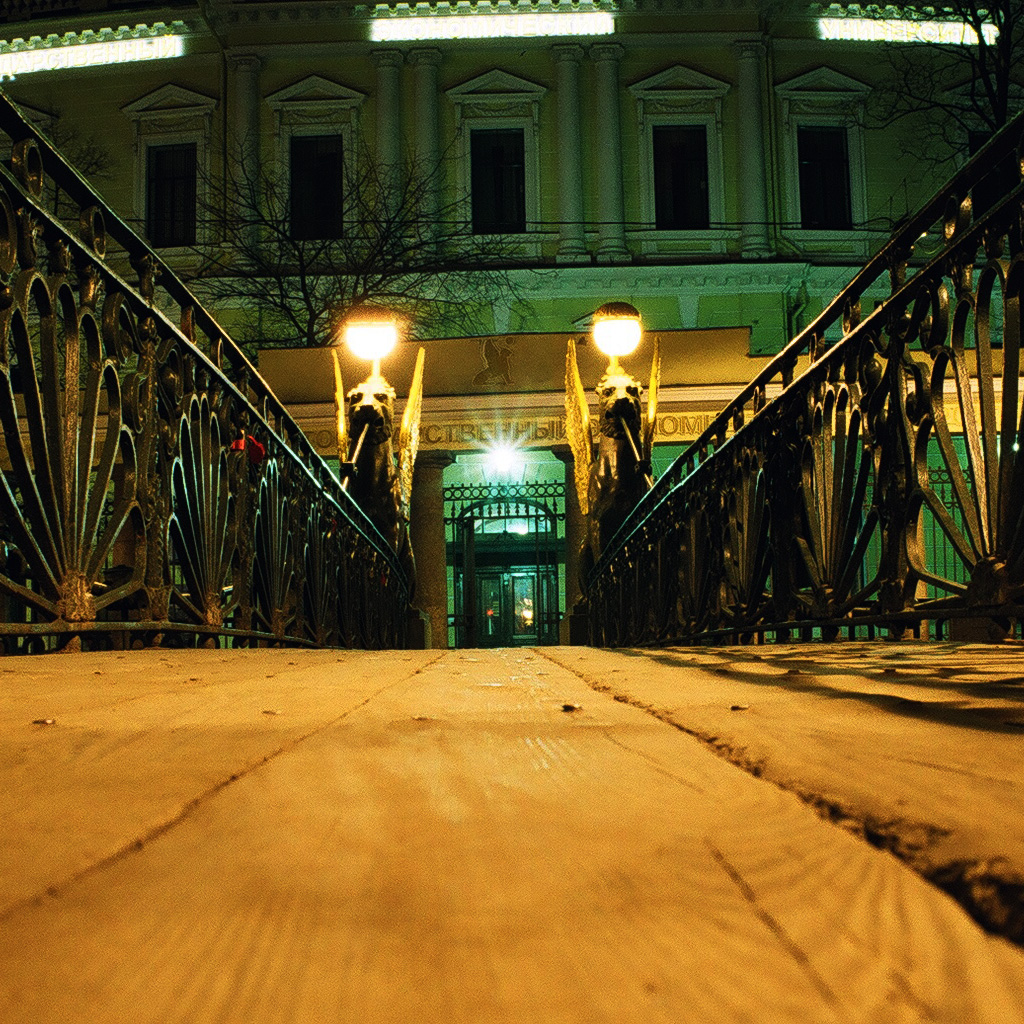
Банковский мост в тёмное время суток с включёнными фонарями грифонов

Необходимость строительства моста была вызвана ростом населения в районе, прилегающем к Екатерининскому каналу. Проект моста разработал инженер В. Треттер (при участии В. А. Христиановича). Одновременно с Банковским составлялся проект второго цепного пешеходного моста через канал — Львиного. 18 февраля 1825 года оба проекта были утверждены, летом того же года началось строительство моста. Предполагалось завершить работы к октябрю того же года, но из-за задержки с изготовлением металлических частей моста сборка моста началась весной 1826 года. Для строительства опор моста была разобрана забутовка набережной (без разборки гранитной облицовки). Изготовление чугунных и металлических частей, а также сборку элементов на месте строительства производил завод Берда. 24 июля 1826 года мост был открыт для движения.
Особую известность мосту принесли угловые скульптуры крылатых львов (часто ошибочно именуемых грифонами) работы скульптора П. П. Соколова. Мифические крылатые львы, изображения которых ранее встречались только в отделке мебели и архитектурных деталях, впервые были отлиты в огромных размерах и украсили улицу. Работа над созданием моделей с мая по сентябрь 1825 года, также скульптором были изготовлены алебастровые формы. Скульптуру предполагалось чеканить из медных листов, но затем фигуры (высотой в 2,85 м) отлили из чугуна на Александровском чугунолитейном заводе. Крылья грифонов были отчеканены из листовой меди и покрыты сусальным золотом.
В дореволюционный период производились текущие ремонты моста, принципиальная конструктивная основа моста сохранялась, как и скульптурный декор рам-пилонов. Существенным изменением
стала полная замена чугунного ограждения моста железными коваными весьма примитивного рисунка, фонари над головами львов были утрачены:22. В 1931—1933 годах заменено пролётное строение с сохранением первоначальной конструктивной схемы:23.
В 1946—1947 годах сотрудником Государственной инспекции по охране памятников Ленинграда А. А. Кедринским был выполнен обмер моста:23. В 1949 году по инициативе Ленмостотреста и по проекту архитектора А. Л. Ротача и техника Г. Ф. Перлиной, Управлением по делам архитектуры было составлено архитектурно-планировочное задание на реставрацию моста с целью возвращения ему первоначального облика. В том же году было капитально отремонтировано деревянное полотно моста. В 1951—1952 годах были восстановлены круглые фонари на головах львов и металлическое ограждение, возобновлена первоначальная свинцовая окраска чугунных, металлических и деревянных частей моста. Решётки моста изготовили мастерские Высшего художественно-промышленного училища им. В. И. Мухиной. Чертежи новой решетки были разработаны на основе авторского чертежа и литографии по рисунку К. П. Беггрова:23. В 1967 году восстановлена позолота львиных крыльев
В 1976 году, по проекту, выполненному «Ленмостотрестом», деревянное пролётное строение заменено металлическим, обшитым доской:23.
В 1988 году обновлена позолота сусальным золотом декоративных элементов моста. В 1997 году произведены ремонт скульптур и реставрация перильной решётки:23—24.
Согласно городской легенде, если погладить головы или крылья грифонов, они принесут удачу и помогут в работе или учёбе. Также появилась традиция вкладывать монетки и записки с желаниями в пасти скульптур. Это наносит существенный урон скульптурам, значительно ускоряя процесс разрушения. В 2009 году с крыльев только что отреставрированных львов соскоблили позолоту.
В сентябре 2015 года СПб ГУП Мостотрест начал работы по замене деревянного настила моста. В январе 2017 года началась первая за 190 лет комплексная реставрация скульптур и капитальный ремонт моста. Проект был разработан АО «Петербургские дороги». В ходе работ пролётное строение было разобрано, перильное ограждение, цепи и подвесы, скульптуры и чугунные рамы пилонов демонтированы и вывезены в мастерские на реставрацию:32. Работы по реставрации львов-грифонов выполнили специалисты реставрационной мастерской «Наследие».

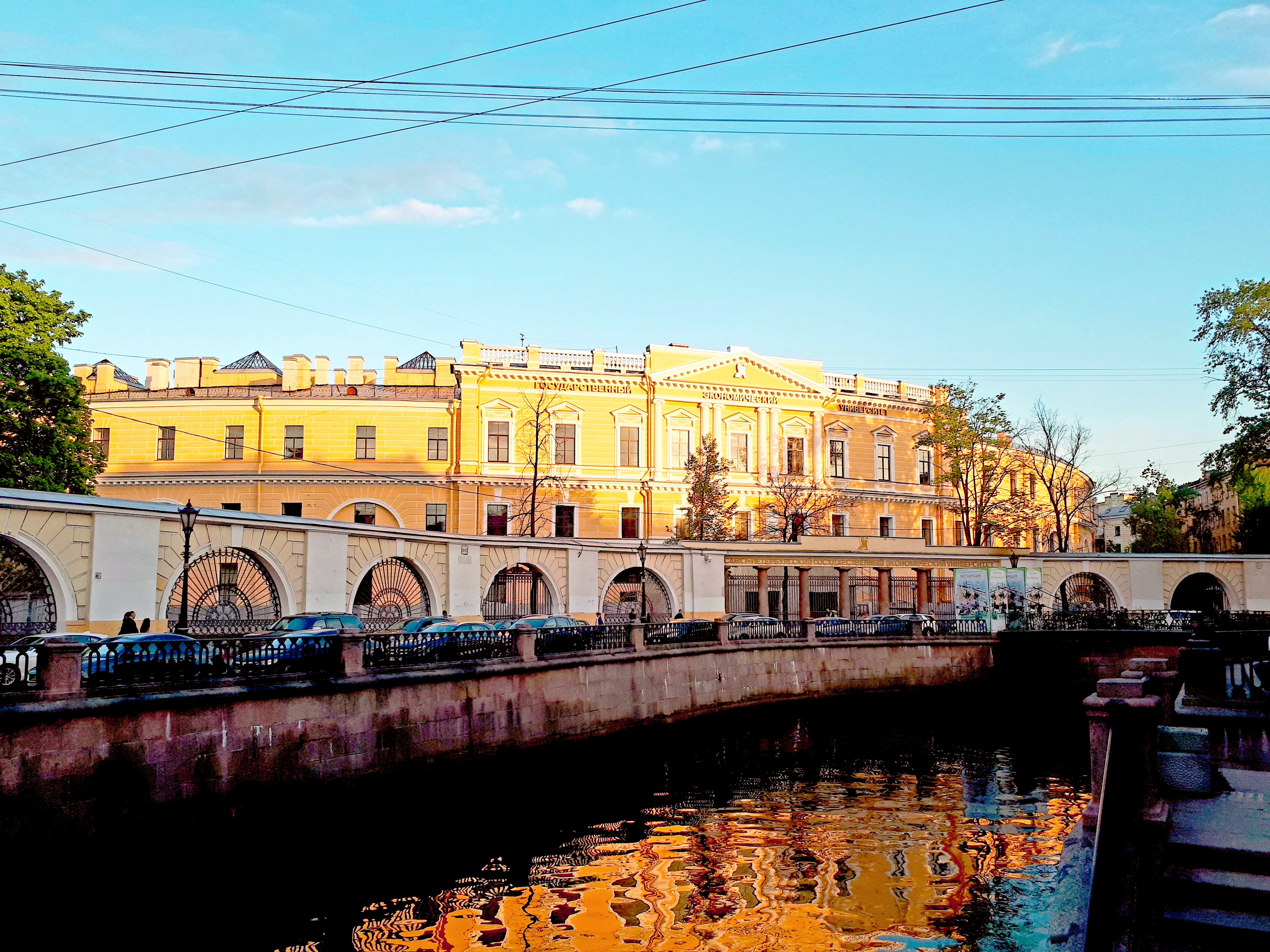
Вид с набережной канала Грибоедова на здание СПб гос.университета экономики и финансов и Банковский мост с фигурами грифонов на реставрации в 2018 году

Подрядчиком по ремонту моста было ЗАО «Пилон». Работы велись с сентября 2018 года, общая стоимость работ составил 36,2 млн рублей. В мае 2019 года скульптуры установили на место, а 19 июня того же года мост был торжественно открыт. После реставрации грифоны обрели историческую окраску.
Уже через полгода после окончания реставрации специалисты обнаружили на грифонах многочисленные повреждения, как умышленно нанесённые вандалами, так и появившиеся от постоянных прикосновений.

## Конструкция

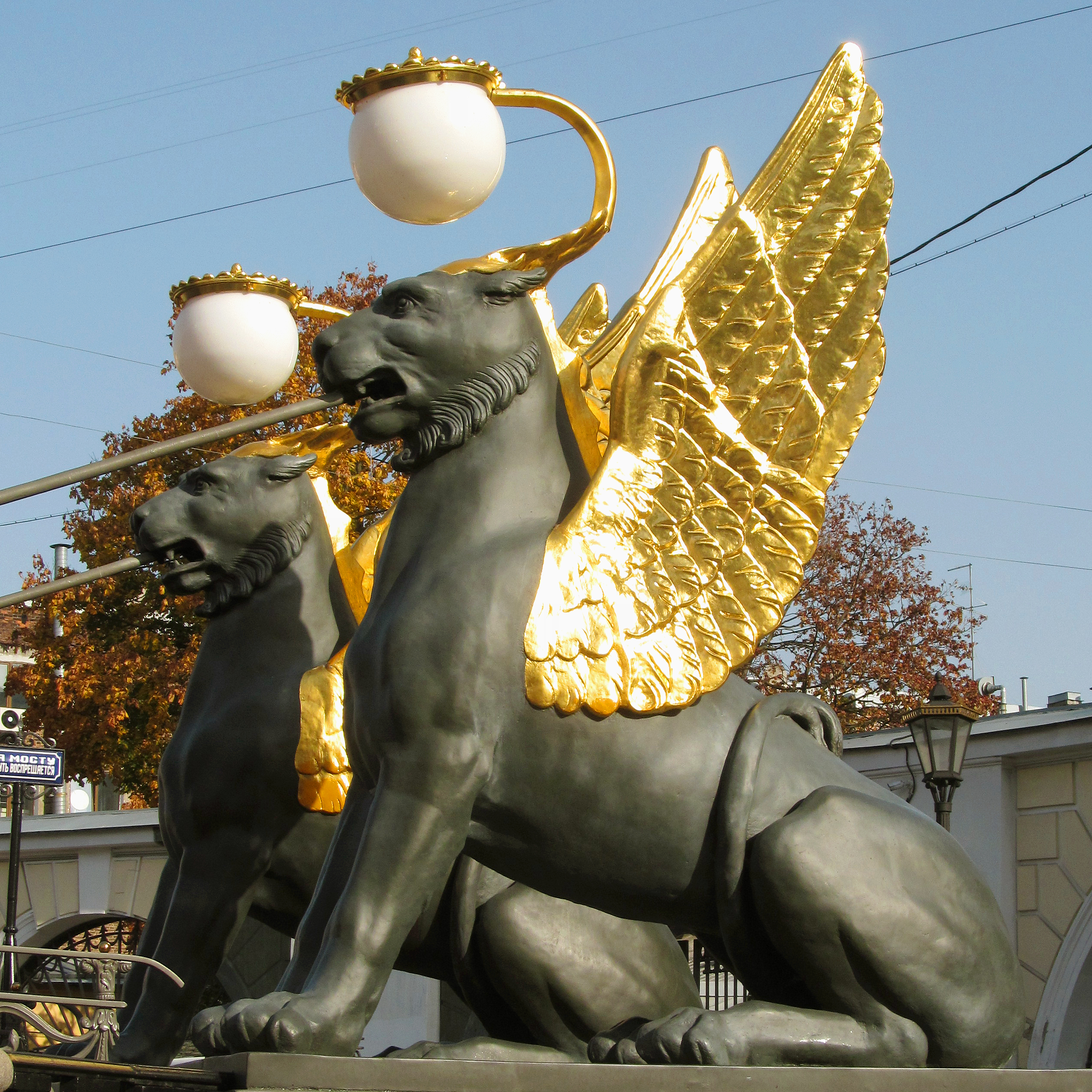
Крылатые львы Банковского моста, 2020 год

Мост однопролётный балочный, цепи играют декоративную роль. Конструкция пролётного строения моста представляет собой три главные балки коробчатого сечения с поясами толщиной 32 мм и стенками толщиной 12 мм, соединенных поперечными диафрагмами. Перильное ограждение закрепляется на специальных консолях из стальных пластин. Для фиксации тяжей-подвесов выполнены специальные узлы в теле крайних балок, не допускающие передачи усилий на подвесы от пролётного строения. Боковые стороны крайних коробчатых балок («фасады» пролётного строения) обшиты древесиной:37. Опирание пролётного строения на набережные осуществляется через опорные диафрагмы на резиновые опорные части. В конструкции пролётного строения предусмотрены замки для фиксации положения подвесов цепи:34.
Роль пилонов выполняют декорированные скульптурами грифонов чугунные литые рамы (каркасы), закреплённые к монолитным железобетонным плитам в составе конструкции береговых опор:34. Цепи состоят из металлических звеньев круглого сечения. К цепям в узлах стыках звеньев крепятся вертикальные тяжи, служащие для подвески пролётного строения. Расчётный пролёт цепи — 21,31 м, расчётный пролёт — 19,868 м, расстояние между осями цепей — 2,45 м. Общая длина моста (по задним граням пьедесталов) составляет 25,42 м, ширина моста между перилами — 1,83, общая ширина — 3,25 м:40.
Покрытие прохожей части — двойной дощатый настил, из шпунтованной доски толщиной 40 мм. Доски нижнего настила располагаются поперек оси пролётного строения, доски верхнего настила – вдоль данной оси:37. Перильное ограждение чугунное художественного литья, представляет собой полукруглые секции с радиально расположенными стержнями, связанными фигурными вставками. Рисунок ограждения напоминает перила Демидова моста. У входов на мост на чугунных пьедесталах установлены скульптуры крылатых львов. Крылья грифонов и некоторые детали моста покрыты позолотой. На головах скульптур закреплены светильники в виде усеченных шаров из молочного стекла с верхней литой орнаментальной крышкой из бронзового сплава.